# Communauté d’agglomération Cap Excellence
Die Communauté d’agglomération Cap Excellence ist ein Gemeindeverband mit der Rechtsform einer Communauté d’agglomération im französischen Überseedépartement Guadeloupe. Sie wurde am 30. Dezember 2008 gegründet und umfasst drei Gemeinden. Der Sitz befindet sich in Pointe-à-Pitre.
Cap Excellence ist der einzige Gemeindeverband in Guadeloupe, dessen Gemeinden sich in verschiedenen Arrondissements befinden.

## Mitgliedsgemeinden
| Gemeinde                                  | Einwohner 1. Januar 2022 | Fläche km² | Dichte Einw./km² | Code INSEE | Postleitzahl |
| ----------------------------------------- | ------------------------ | ---------- | ---------------- | ---------- | ------------ |
| Baie-Mahault                              | 30.943                   | 46,00      | 673              | 97103      | 97122        |
| Les Abymes                                | 51.760                   | 81,25      | 637              | 97101      | 97139, 97142 |
| Pointe-à-Pitre                            | 14.855                   | 2,66       | 5.585            | 97120      | 97110        |
| Communauté d’agglomération Cap Excellence | 97.558                   | 129,91     | 751              | –          | –            |